# Ludwik Szumlewski
Ludwik Szumlewski (ur. 19 sierpnia 1901 w Lublinie, zm. 26 bądź 28 marca 1981 w Łodzi) – polski sportowiec i spiker radiowy.
Ludwik Szumlewski trafił do Łodzi w 1921 roku. Początkowo był nauczycielem wychowania fizycznego w jednym z miejscowych gimnazjum. W połowie lat 20. XX wieku trafił do ŁKS-u Łódź, gdzie trenował lekkoatletykę. Wkrótce został także jednym z trenerów sekcji. W międzyczasie został spikerem Polskiego Radia Łódź.
W 1939 roku po wybuchu II wojny światowej trafił do Warszawy, gdzie brał udział w konspiracji, a w 1944 roku w powstaniu warszawskim. Po wojnie powrócił do Łodzi, do pracy w radiu oraz w Łódzkim Okręgowym Związku Lekkiej Atletyki.
Pochowany na cmentarzu komunalnym Doły w Łodzi.
Corocznie w Łodzi organizowany jest memoriał noszący jego imię.